# Blood Knights
Blood Knights  (с англ. — «Кровавые Рыцари») — видеоигра в жанре ролевого боевика, разработанная студией Deck13 Interactive и изданная dtp entertainment в 2012 году. Игра была первоначально выпущена только для игровых консолей Xbox 360 и PlayStation 3; в 2013 году вышла версия игры для Windows. На русском языке игра была выпущена компанией «Новый Диск» в 2013 году.
Игра рассказывает о вымышленной Войне людей и вампиров. Вампиры решили изменить равновесие мира и похищают Алую Печать, благодаря которой они раскололи Луну и надеются превратить всех людей в вампиров. Приливы и отливы стали непредсказуемы. Главным героям - человеку Джереми и вампирше Алисе предстоит победить вампиров, забрать обратно Алую Печать и восстановить равновесие исцелив Луну. Действия происходят, предположительно, в средние века.
| Русскоязычные издания | Русскоязычные издания |
| Издание               | Оценка                |
| --------------------- | --------------------- |
| Riot Pixels           | 47 %                  |

## Игровой процесс
По стилю игра выглядит как сочетание серий игр Devil May Cry и Diablo.
Под управление нам дается одновременно два персонажа, каждый из которых имеет свои способности, оружие и тип боя. Джереми орудует мечами, а Алиса выступает в роли стрелка. Присутствует некое подобие комбо ударов и сильные удары (у Джереми). При стрельбе можно использовать огненные стрелы для большего урона или пробивания щитов (у Алисы).
Также присутствует что-то вроде магии. Выражается в нескольких способностях, например, Джереми может притягивать предметы, а Алиса - отталкивать. По ходу развития событий появляются новые способности.
В течение игры игрок может восполнять здоровье, посредством "питья крови". Здоровье общее для обоих персонажей.
Присутствует возможность совместного прохождения при наличии двух геймпадов.

### Инвентарь
В игре для каждого персонажа инвентарь отдельный, при этом некоторые предметы доступны для обоих героев.
Ненужные предметы можно продать у торговца.
Также в инвентаре есть переключение к способностям героев - "Умения". В этом меню можно повышать навыки и характеристики героев. Так же как и с основным инвентарем, меню отдельное для каждого персонажа.

#### Оружие
В игре три вида вооружения: Мечи (Использует Джереми), Арбалеты (Использует Алиса) и гранаты (так же использует Алиса).

#### Броня
Присутствует несколько видов брони. Поровну на обоих героев. Отдельные части брони можно найти в сундуках на протяжении игры, также можно купить у торговца.

## Сюжет
Вампиры замыслили изменить равновесие мира превратив всех людей в вампиров и решили похитить Алую Печать, артефакт, который поможет им в этом деле. Чтобы не дать им совершить злодейство отряд в составе священника Бартоломея, воина Кастелло, капитана Джереми и нескольких бойцов ловит вампиршу Алису, в надежде на то, что благодаря ей они смогут найти Алую Печать. Для этого священник связывает невидимой связью Джереми и Алису и отправляет в путь. Главные герои находят вампиров похитивших алую печать, но оказалось, что слишком поздно - Луна уже раскололась и равновесие нарушено. В ходе сражения, Джереми сам становится вампиром, из-за чего священник Бартоломей и новый капитан - Кастелло, решают избавиться от обоих и сбрасывают Алису и Джереми в яму. Герои выживают и отправляются следом за вампирами, чтобы отобрать у них Алую Печать и восстановить равновесие и заодно за священником, чтобы уговорить его разделить их и сделать Джереми снова человеком. Далее, дорога приводит их в Божью Крепость, где обосновался Бартоломей. Чтобы попасть в городок, героям приходится спасать местного шерифа от вампирши Кровавой лисицы, за которой он ушёл охотиться. 
Попав в Божью Крепость герои находят там Бартоломея. Тот посылает Джереми за Реликвией света, чтобы тот доказал, что он ещё на стороне людей. Также она должна помочь против армии вампиров. В зависимости от действий игрока, Реликвию можно принести или оставить вампирам, которые её захватили. Решение на сюжет влияет незначительно.
По возвращении обнаруживается, что армия вампиров разгромлена войском, которое обитает в замке в горах. Джереми и Алиса отправляются туда, чтобы забрать Алую Печать. У входа их поджидает Кастелло. Они с ним сражаются, и он падает с моста в обрыв. Далее, герои обнаруживают, что все жители замка превращены в нежить Суккубом. Преодолевая все препятствия герои сражаются с Суккубом и Алиса убивает её. Выясняется, что Алая Печать осталась у вампиров, которые на вершине горы пытаются с её помощью вызволить демона, чтобы истребить человечество. Когда герои приходят туда, обнаруживается что они опоздали, и демон уже на свободе. Они убивают демона. Когда демон оказался побеждён приходит Бартоломей и приводит армию Рима, которая собирается забрать Печать себе и устроить с её помощью потоп. Бартоломей отвлекает бойцов, и Джереми с Алисой отправляются в храм, в котором они были в самом начале, чтобы вернуть Печать и восстановить Луну. Там их поджидает Палладин - самый сильный воин армии Рима, который привёл с собой ещё и Кастелло, который по не известным причинам остался жив, и пытается помешать героям.
В итоге Джереми с Алисой побеждают обоих и восстанавливают луну.
Появляется Бартоломей, который задерживая Палладина все-таки выжил. Джереми, который за всё приключение уже успел привыкнуть к своей новой сущности, всё же попросил Бартоломея разорвать связь и сделать его человеком, на что священник отвечает отказом, ввиду того что он не в состоянии это сделать, но сказал что если они найдут того, кто сможет помочь они придёт и разорвёт связь.
Джереми и Алиса отправляются на поиски такого человека.
На этом сюжет кончается.

### Персонажи

#### Джереми
Джереми - главный герой и капитан отряда. В течение игры связан с вампиршей Алисой (см. ниже). После первой главы сам становится вампиром, которым так и остается. К концу игры отношения с Алисой улучшаются.

#### Алиса
Алиса - главная героиня и вампир. На протяжении всей игры связана с Джереми (см. выше). Вынуждена сопровождать и помогать Джереми. К концу игры относится к Джереми с большим уважением.

#### Кастелло
Кастелло - воин в отряде Джереми. После того как Джереми стал вампиром, становится новым капитаном. В течение игры главные герои дважды с ним сражаются и во втором сражении убивают его.

#### Бартоломей
Священник из отряда Джереми. Связывает его с Алисой для того, чтобы она помогала ему остановить вампиров. В течение игры часто оказывается на экране. В конце игры отказывается разделить их с Алисой и сделать Джереми снова человеком, потому что не может.

#### Кровавая Лисица
Вампирша из лесного клана. Терроризировала Божью Крепость, пока её не остановили Джереми и Алиса. В зависимости от действий игрока может погибнуть на костре или сбежать.